# Federazione nazionale lavoratori edili affini e del legno
La Federazione nazionale lavoratori edili affini e del legno (FeNEAL) è un sindacato affiliato alla UIL che rappresenta e tutela i lavoratori italiani dei settori dell'edilizia, del legno, boschivo, del cemento e suoi affini, dei laterizi, dei materiali lapidei e tutti i settori affini e simili.

## Storia
Nacque il 22 settembre 1951 a Potenza col nome di FeNEA (Federazione nazionale dei lavoratori edili ed affini). La federazione nacque ben 18 mesi dopo la fondazione della UIL a causa delle ristrettezze economiche che non consentirono lo svolgimento del primo congresso. Il primo segretario generale fu Giordano Gattamorta riconfermato alla carica fino alla sua morte avvenuta nel 1960. Dai 5.000 iscritti del primo congresso, già nel 1953 la FeNEA vanta 20.000 iscritti. È con il suo terzo congresso del 1958 che cambia nome in FeNEAL, avendo incorporato i lavoratori dipendenti dalle industrie del legno. Nel 1960 muore Gattamorta e gli succede Luciano Rufino che guidò la categoria durante l'autunno caldo e che divenne segretario della Federazione CGIL, CISL, UIL. Con il sesto congresso nazionale viene eletto segretario generale Giovanni Mucciarelli. Nel 1981 è la volta di Giancarlo Serafini cui succede nel 1989 Francesco Marabottini che lascerà solo nel 2006. Oggi segretario generale è Antonio Correale.

## Iscritti
Nel 2011 la FeNEAL contava 162.017 iscritti in tutta Italia.